# Jozef De Witte
Jozef De Witte (Zwevegem, 1 september 1953) is Belgisch bestuurder. Hij stond aan het hoofd van 11.11.11 en het (voormalige) Centrum voor gelijkheid van kansen en voor racismebestrijding (CGKR). Hij is de oudere broer van Lodewijk De Witte (gouverneur van de provincie Vlaams-Brabant) en de als ontwikkelingswerker omgekomen dokter Michaël De Witte.

## Biografie
Jozef De Witte werd geboren als een van de vijftien kinderen van Bekaert-bestuurder Ivan De Witte. Deze conservatieve katholieke ingenieur was als vader afwezig in het gezin dat werd gerund door moeder Marie Callens. Tussen 1965 en 1975 kende Jozef er een warme jeugd en volgde Latijn-wetenschappen aan het Kortrijkse Sint-Amandscollege. Na zijn humaniora ging Jozef klinische psychologie en criminologie studeren aan de Katholieke Universiteit Leuven.
In 1981 ging hij aan de slag in het tweedekans- en volwassenenonderwijs. In 1987 ging hij management studeren de Vlerick Leuven Gent Management School te Gent vanuit de wens om de sociale sector te professionaliseren. In 1988 werd hij fondsenwerver en communicatiebeheerder bij Amnesty International en behaalde in 1990 zijn Vlerick MBA. In 1991 trad hij in dienst bij de BVVO het netwerk voor volwassenenvorming, maar ruilde deze functie in 1992 voor die van beheerder van de universiteitsrestaurants van Alma (Leuven).
In 1998 werd hij secretaris-generaal van 11.11.11 en bleef aan tot hij op 1 mei 2004 werd benoemd tot directeur van het Centrum voor gelijkheid van kansen en voor racismebestrijding als opvolger van Johan Leman. Van dan af kwam De Witte geregeld in de nationale media vanwege zijn standpunten namens het CGKR. In januari 2012 kreeg De Witte een verlenging van zijn mandaat. Het centrum werd hervormd tot een nieuw interfederaal centrum dat de naam Interfederaal Gelijkekansencentrum kreeg. In die hoedanigheid werd hij op 10 april 2012 uitgenodigd op de Nederlandse televisie bij Pauw & Witteman.
Op 1 juni 2015 volgde hij Albert Wastiaux op als intendant van het Nationaal Orkest van België. In deze functie bleef hij maar 10 maanden.